# 川原実
川原 実（かわはら みのる、1965年3月20日 - ）は、日本のプロゴルファー。観音寺ゴルフセンター所属。

## 来歴・人物
香川県観音寺市出身。香川県立観音寺第一高等学校、明治大学経営学部卒業。
1983年（昭和58年）日本ジュニアゴルフ選手権競技に於いて、男子選手4位の成績を残す。
観音寺第一高校卒業後、明治大学に進学。同大学体育会ゴルフ部に在籍。1985年（昭和60年）8月2日、第33回関東学生ゴルフ選手権に於いて、5位タイの成績を収める。また、日本大学1年生であった川岸良兼も同大会に初参加、9位タイの成績であった。
明治大学卒業後、1990年（平成2年）5月25日、ツアープレイヤーに転向。1991年（平成3年）7月11日、YONEXオープン広島でプロデビューする。
1997年（平成9年）5月8日、カバヤオハヨーカップ（後援競技）で初優勝。2008年（平成20年）11月20日、アオイ電子カップ（後援競技）でプレーオフの末、優勝する。